# Nokia E61
Nokia E61 — смартфон фірми Nokia. Відноситься до лінійки телефонів «бізнес».
- Перегляд і редагування повідомлень електронної пошти із вкладеннями
- Великий кольоровий дисплей
- Бізнес-функції: контакти, список справ, календар, персональний органайзер
- Декілька рішень для роботи з електронною поштою
- Великий об'єм пам'яті